# Ernst Soner
Ernst Soner, né en décembre 1572 à Nuremberg et mort le 28 septembre 1612 à Altdorf bei Nürnberg, est un médecin, naturopathe et socinianiste allemand. Le Catéchisme de Soner, un texte unitaire de confession, est écrit par Soner.

## Biographie
Fils d'un marchand de Nuremberg, il étudie la médecine à la future université d'Altdorf de 1589 à 1592 sous la direction de Nicolaus Taurellus (en) et de Philipp Scherbe.
Après avoir obtenu son magistère en 1595, il part en voyage d'étude à Leyde aux Pays-Bas en 1597/1598, où il se convertit à l'unitarisme par les deux antitrinitaires Christophe Ostorod (Krzysztof Ostorod, 1560-1611) et Andrzej Wojdowski (en) (Voivodius, 1565-1622). Il se rend ensuite en Angleterre, en France et en Italie pour étudier principalement à Padoue, qui appartient alors à Venise. On suppose qu'il y écoute le "rationaliste" Aristotélicien Cesare Cremonini (1550-1631) ou ses étudiants.
À Bâle, il obtient un doctorat en médecine. En 1602, il s'installe à Nuremberg comme médecin. En tant que professeur de médecine et de naturopathie, il succède à Philipp Scherbes en 1605 et devient recteur de l'Académie d'Altdorf en 1607/1608.
La tentative de guérir son collègue Nicolaus Taurellus (en) de la peste échoue.
Parmi ses élèves, on compte Jan Crell (à partir de 1620, recteur de l'Académie de la Rakow), Michael Gittich (Venetianus, mort en 1654), Marcin Ruar (en) et Jonasz Szlichtyng (en) (1592-1661), qui jouent un rôle décisif dans le développement de l'unitarisme polonais et le début des Lumières.

## Publications
- Theses de febribus. 1596.
- Theses de sanguinis missione in genere, pro Galeno. 1597.
- Disputatio inauguralis de melancholia. 1601. Auch in: Decas III disputationum medicarum selectarum. 1620.
- Theses medicae de sanguinis detractione per venas. 1606.
- De materia prima disputationes duae. 1607. Auch in: J. P. Felwinger (Hrsg.): Philosophia Altdorphina. 1644, Disp. IV und Disp. V.